# Bush
Bush — британская рок-группа, образованная в 1992 году. В текущий состав входят вокалист и ритм-гитарист Гэвин Россдэйл, гитарист Крис Трейнор, басист и клавишник Кори Бритц и барабанщик Робин Гудридж.
В 1994 году группа обрела успех с выпуском своего дебютного альбома Sixteen Stone, который был сертифицирован как мульти-платиновый. Они стали одной из самых коммерчески успешных рок-групп 1990-х годов, продав более 10 миллионов записей в Соединенных Штатах. Группа неоднократно попадала в десятку лучших синглов в рок-чартах и становилась альбомом №1 (Razorblade Suitcase) в 1996 году. Группа распалась в 2002 году, но вновь собралась в 2010 году, и с тех пор выпустила три альбома: The Sea of Memories (2011), Man on the Run (2014), and Black and White Rainbows (2017).

## История
После ухода из группы Midnight Гэвин Россдейл встретился с бывшим гитаристом King Blank Найджелом Пулсфордом в 1992 году. Поняв, что оба разделяют общий интерес к американской альтернативной рок-группе Pixies, они решили создать новую группу, которую назвали Future Primitive. Вскоре к ним присоединились басист Дейв Парсонс и барабанщик Робин Гудридж. Позже группа сменила название на Bush, в честь района Лондона Shepherd's Bush, где жили музыканты.
В 1993 году коллектив подписал контракт с американским лейблом Interscope Records и приступили к созданию дебютной пластинки. В этой работе музыкантам помогали продюсеры Клайв Лэнгер и Алан Винстэнли, известные своим сотрудничеством с Madness и Элвисом Костелло.
Выход Sixteen Stone сопровождался появлением на MTV клипа на песню «Everything Zen». Благодаря этой поддержке продажи альбома росли и через некоторое время альбом сертифицировали как золотой. В 1995 году «Everything Zen» заняла в американских модерн-роковых чартах четвертую позицию, а чуть позже «Comedown» и «Glycerine» возглавили эти списки. Несмотря на быстрорастущую популярность Bush, многие критики, специализировавшиеся на альтернативной музыке, относились к команде с подозрением и считали музыкантов обычными выскочками-однодневками. Чтобы опровергнуть их мнение, группа наняла для записи второго альбома Стива Альбини, продюсировавшего Pixies, Nirvana и многие другие музыкальные группы. Результатом их совместной работы стал Razorblade Suitcase, поднявшийся на вершину Billboard. В Англии альбом занял четвёртое место в чартах.
Совершив глобальное американское турне, группа отправилась на родину. Между выходом студийных альбомов образовалась пауза, и в 1997 году Bush выпустили сборник электронных ремиксов под названием Deconstructed. Очередную полноценную работу музыканты подготовили только в конце 1999 года. Пока группа устраивала промоушен альбому в европейском туре, продажи The Science Of Things также перевалили за платиновую отметку. Свой четвёртый студийный альбом, Golden State, команда выпустила в 2001 году, после чего Россдэйл объявил о временном прекращении деятельности коллектива.
В конце июня 2010 года в СМИ появилась информация о воссоединении Bush в оригинальном составе и о новом сингле «After Life», выход которого намечен на сентябрь 2010 года. Так же стало известно Пулсфорд и Парсонс решили не присоединяться к группе.
По информации, размещенной на официальном сайте группы, новый альбом The Sea Of Memories вышел в сентябре 2011. За месяц до релиза альбома вышел первый сингл «The Sound of Winter» и занял первое место в чарте альтернативных песен Billboard.
26 марта 2014 года сообщилось, что Bush приступили к записи своего шестого студийного альбома с продюсером Ником Рэскалениксом. Альбом Man On The Run увидел свет 21 октября 2014 года.
В январе 2017 года группа завершила работу над своим седьмым студийным альбомом. 6 февраля 2017 года, стало известно название, дата выхода 10 марта 2017 года, и трек-лист альбома Black and White Rainbows. Первый сингл с альбома, «Mad Love», был выпущен в тот же день. Россдейл также сообщил, что он работает над некоторым материалом называя его "тяжелее", чем последние работы, в ожидании предстоящего альбома группы.
10 мая 2019 года было объявлено, что песня «Bullet Holes» войдет в фильм «Джон Уик - Глава 3: Парабеллум». Песня и видеоклип были выпущены 17 мая 2019 года. В конце мая Россдейл заявил, что на новый альбом, в котором автор песен Тайлера Бейтса, повлияло присутствие Bush на музыкальных фестивалях, где преобладают в основном металлические группы, и что он специально слушал System of a Down во время записи нового альбома. Летом 2019 года Bush гастролировал по США с Our Lady Peace и LĪVE.
3 марта 2020 года группа выпустила новый сингл Flowers on a Grave и объявила, что их новый альбом был переименован в The Kingdom. Альбом вышел 17 июля 2020 года.
7 марта 2022 года Bush объявил о турне по США с Alice in Chains и Breaking Benjamin, которое продлится с августа по октябрь.
27 июля 2022 года Bush объявил, что их девятый студийный альбом The Art of Survival выйдет 7 октября, и выпустил заглавный сингл More Than Machines. Второй сингл "Heavy Is the Ocean" вышел 16 сентября.
Ведущий сингл «More Than Machines» стал седьмым синглом Bush, который занял первое место в чартах Active Rock.

## Дискография
- 1994 — Sixteen Stone
- 1996 — Razorblade Suitcase
- 1999 — The Science of Things
- 2001 — Golden State
- 2011 — The Sea of Memories
- 2014 — Man on the Run
- 2017 — Black and White Rainbows
- 2020 — The Kingdom
- 2022 — The Art of Survival
- 2025 — I Beat Loneliness

## Состав
- Гэвин Россдэйл — вокал, ритм-гитара.
- Крис Трейнор — соло-гитара, виолончель.
- Кори Бритз — бас-гитара, клавишные, бэк-вокал.
- Робин Гудридж — ударные.